# Esprit Holdings

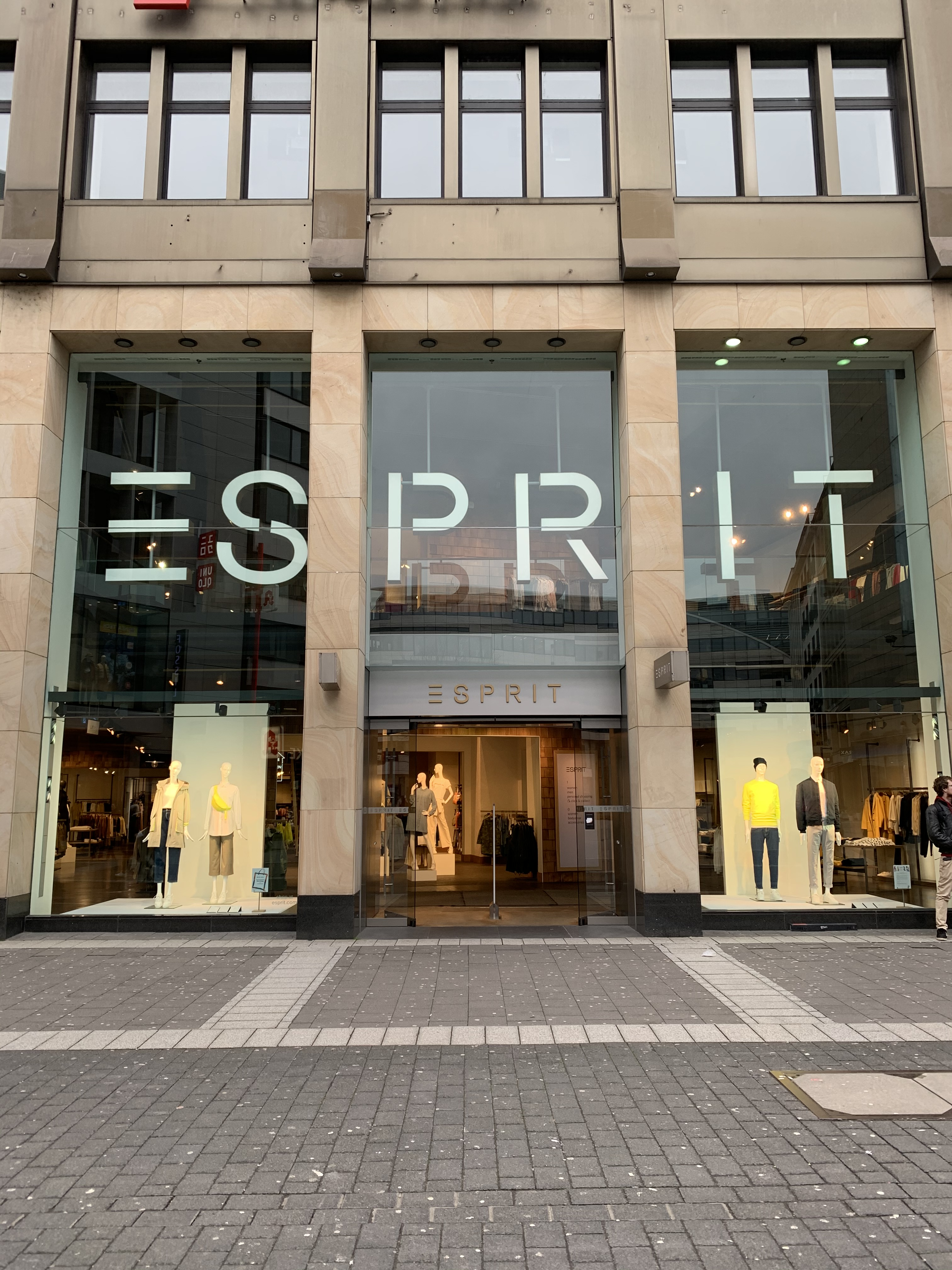
Esprit-Geschäft in Düsseldorf

Esprit Holdings Limited ist ein börsennotierter Modekonzern mit rechtlichem Sitz in Bermuda und operativen Zentralen in Hongkong und Ratingen. Vertrieben werden Kleidung, Schuhwaren, Wohnaccessoires, Schmuck und Möbel mit Filialen in über 40 Ländern. Aufgrund einer Liquiditätskrise stellten im Jahr 2024 zahlreiche Ländergesellschaften einen Insolvenzantrag.

## Struktur
Im August 2024 eröffnete das Amtsgericht Düsseldorf das Insolvenzverfahren über sieben Gesellschaften, die zur Esprit-Gruppe gehören und ihren Sitz in der Bundesrepublik Deutschland haben. Betroffen sind mit der Esprit Europe GmbH die Dachgesellschaft für das Europageschäft und die Gesellschaften Esprit Card Services GmbH, Esprit Design & Product Development GmbH, Esprit Europe Services GmbH, Esprit Global Image GmbH, Esprit Retail B.V. & Co.KG und Esprit Wholesale GmbH. Dem Unternehmen zufolge soll das Ziel des Insolvenzverfahrens u. a. die Restrukturierung des europäischen Geschäfts der Esprit-Gruppe sein.
Zum Zeitpunkt der Eröffnung des Insolvenzverfahrens im August 2024 strukturierte sich die Esprit-Gruppe wie folgt:
Die Dachgesellschaft ist die Esprit Holdings Limited, die seit Dezember 1993 an der Hongkonger Börse gelistet ist.
Die Esprit Europe GmbH mit Sitz in Ratingen ist die Dachgesellschaft für das Europageschäft. Dieses umfasst nach der Tagesschau das Geschäft in Belgien, Deutschland, Frankreich, Großbritannien, Österreich, Polen und die skandinavischen Länder. In Europa soll die Esprit-Gruppe nach der Tagesschau mit 124 Filialen vertreten sein. In Deutschland soll Esprit nach der Tagesschau über 57 Filialen verfügen, nach der Frankfurter Rundschau über 57 Filialen und über rund 60 Franchise-Stores.
Einkauf und Vertrieb sollen in Tochtergesellschaften organisiert sein.
Zu der Esprit-Gruppe gehören mindestens sechs weitere Gesellschaften:
- die Esprit Card Services GmbH;
- die Esprit Design & Product Development GmbH;
- die Esprit Europe Services GmbH;
- die Esprit Global Image GmbH;
- die Esprit Retail B.V. & Co.KG;
- die Esprit Wholesale GmbH.

Diese Gesellschaften haben ihren Sitz in Ratingen und sind von den im August 2024 eröffneten Insolvenzverfahren betroffen.

## Geschichte

### Gründungsjahre
Esprit wurde 1968 durch Susie und Douglas Tompkins in San Francisco gegründet. Das Ehepaar fuhr damals mit einem Kombiwagen durch Kalifornien und verkaufte selbstgenähte Kleidungsstücke. Bereits 1971 wurde Esprit ein eigenständiges Unternehmen unter dem Namen Esprit de Corp. Im selben Jahr gründete das Ehepaar zusammen mit Michael Ying, einem ehemaligen Vorsitzenden sowie heutigen Aktionär von Esprit, eine Niederlassung in Hongkong.
Die Gründung der deutschen Tochtergesellschaft von Esprit de Corp. folgte 1976 in Düsseldorf. Diese bot Sportkleidung für eine jüngere Zielgruppe an. Seit Juni 2003 ist sie in Ratingen in der Esprit-Allee ansässig.

### Weitere Entwicklung
Die US-amerikanische Niederlassung verselbständigte sich bereits in den 1970er Jahren durch den Ausstieg der Gründungsgesellschafter. Seitdem waren die Esprit-Zentralen in Hongkong und Düsseldorf.
Nachdem Tompkins seine erste Gesellschaft verkauft hatte, gründete er gemeinsam mit seiner Frau die Far East Group. Ende der 1970er Jahre verkauften sie Teile ihrer Esprit-Anteile.

Logo bis 2011

Der Esprit-Schriftzug wurde 1979 von John Casado entworfen. 1986 wurde das erste Esprit-Ladengeschäft in Köln geöffnet, zuvor wurde Esprit in Deutschland noch ausschließlich über den Großhandel bzw. über Warenhäuser vertrieben.
Nach der Scheidung von seiner Frau 1989 verkaufte Doug Tompkins seine restlichen Anteile im Jahr 1990. Seine Ex-Frau Susie Tompkins, Michael Ying und Jürgen Friedrich wurden die neuen Eigentümer des Unternehmens. Doug Tompkins, inzwischen als Umweltaktivist bekanntgeworden, gründete die Foundation for Deep Ecology, zog nach Chile und nutzte den Erlös von über 150 Millionen US-Dollar zum Aufbau eines Nationalparks in Südamerika (Pumalín-Park). Michael Ying, der Eigentümer der Esprit Far East Group, kaufte 1997 das Europa-Geschäft von Friedrich und konnte sich 2002 auch die kompletten Amerika-Rechte für 150 Millionen US-Dollar sichern.
Die einzelnen Unternehmensteile gingen in der neu gegründeten Esprit Holdings Limited auf. Red Earth, ein Händler von Kosmetik war bereits 2001 dazugekauft worden. Michael Ying zog sich jedoch seit 2003 immer mehr aus dem Konzern zurück und verkaufte einen Großteil seiner Anteile. Er hielt 2006 nur noch 16 von ehemals 42 Prozent des Unternehmens.
Esprit ist seit 1993 an der Börse in Hongkong notiert und seit 1998 an der London Stock Exchange.

### Krise und Insolvenzen
Esprit kämpfte mit Umsatz- sowie Gewinnrückgängen und zog sich 2013 komplett aus Nordamerika zurück. Das Unternehmen kündigte an, bis 2015 mehr als 1,7 Milliarden Euro in die Marke zu investieren sowie unrentable Standorte zu schließen. Das letzte profitable Geschäftsjahr von Esprit war 2013/14 (Stand 2021). Im Jahr 2018 schloss Esprit alle eigenen Filialen (67) in Neuseeland und Australien. Ende 2019 betrieb Esprit 389 Einzelhandelsgeschäfte und weitere 4.800 Verkaufsflächen.
Im Zuge der Wirtschaftskrise 2020–2021 stellten Ende März 2020 mehrere deutsche Tochtergesellschaften einen Antrag auf Einleitung eines Schutzschirmverfahrens.
Am 1. Juli 2020 leitete das Insolvenzgericht die Eröffnung eines Insolvenzverfahrens in Eigenverwaltung ein, und es wurde geplant, die Hälfte aller Filialen in Deutschland zu schließen. In jenem Jahr entließ Esprit mindestens 1200 Mitarbeiter und North Point Talent wurde 2020 unter der Leitung der Eigentümerin und Hongkonger Milliardärin Karen Lo Ki Yan zum Großaktionär von Esprit. Im Juli 2020 wurde die Beteiligung von zunächst 12,74 Prozent auf 20,19 Prozent ausgeweitet sowie die Führungsriege neu besetzt. Der Unternehmenssitz wurde erst nach Hongkong, anschließend nach Bermuda verlegt. Neuer CEO wurde im Jahr 2021 der Amerikaner Mark Daley, schon im März 2022 wurde dieser vom Rechtsanwalt William Eui Won Pak als CEO von Esprit abgelöst. Auch er trat wieder mit einer gegenteiligen Strategie zu jener seiner Vorgänger an und kündigte an, Esprit zu einer hippen, trendigen Marke zu machen, mit Flagship-Läden an den teuersten Einkaufsstraßen der Welt.
Am 26. März 2024 wurde bekannt, dass die Schweizer Tochter Esprit Switzerland Retail AG einen Insolvenzantrag stellt und sämtliche 23 Filialen per sofort schloss. Am 15. Mai 2024 meldeten auch die Esprit Europe GmbH und sechs weitere deutsche Töchter Insolvenz an. Im Juni 2024 meldete die österreichische Tochtergesellschaft, die Esprit Handelsgesellschaft, beim Salzburger Landesgericht Konkurs an. Davon waren 173 Beschäftigte in 12 eigenen Filialen betroffen. Die 23 weiteren Esprit-Filialen in Österreich werden durch 13 gesellschaftlich getrennte, eigenständige Franchisenehmer betrieben. Infolge der Insolvenz mussten Beschäftigte auf Teile ihres Entgeltes verzichten, außerdem wurden Beitragszahlungen in die betriebliche Altersvorsorge ausgesetzt.
Im August 2024 wurde bekannt, dass Esprit Europe GmbH, Ratingen, zum Jahresende alle 56 Filialen in Deutschland schließen wird. Die etwa 1300 Mitarbeiter werden ihren Arbeitsplatz verlieren. Grund für die Schließungen ist das im Mai begonnene Insolvenzverfahren. Die Markenrechte für das insolvente europäische Geschäft wurden an den britischen Finanzinvestor Alteri Investors verkauft. Hinter Alteri steht das Private-Equity-Unternehmen Apollo Global Management. Zum Portfolio von Alteri gehört unter anderem seit 2018 die CBR Fashion Group mit Marken wie Cecil und Street One sowie seit 2015 das Versandhaus Walz. Ebenfalls im August 2024 öffneten die Filialen in der Schweiz vorübergehend wieder, um Liquidationsverkäufe zu tätigen.

## Daten
1993 erwirtschaftete Esprit einen Umsatz von 100 Millionen Euro, 2009 bereits einen weltweiten Konzernumsatz von rund 3,1 Milliarden Euro. Der Nettogewinn belief sich auf rund 428 Millionen Euro. Im Geschäftsjahr 2013 erzielte Esprit einen Umsatz von 25,9 Milliarden Hongkong-Dollar (2,5 Milliarden Euro), bei einem Verlust in Höhe von 14 Prozent (4,4 Milliarden Hongkong-Dollar/430 Millionen Euro), gegenüber 873 Millionen Hongkong-Dollar Gewinn im Vorjahr. Den größten Einzelhandelsumsatz machte 2013 das Unternehmen in Deutschland mit 693 Millionen Euro. Mit einem Umsatz von 162,5 Millionen Euro 2014 stand der Online-Shop von Esprit 2014 im Ranking auf Platz 24 der größten Online-Shops in Deutschland.
Die Aktie der Esprit Holdings Limited ist an der Börse von Hongkong notiert und sowohl im Hang-Seng-Index als auch im MCSI-Index Hongkong und im FTSE All-World-Index for Hongkong enthalten.
Der Vorstandschef des Unternehmens war von 1995 bis 2009 Heinz Krogner, von 2009 bis 2012 war es Ronald van der Vis. Von 2012 bis 2018 war es Jose Manuel Martínez Gutiérrez, ein ehemaliger Manager des Konkurrenten Zara. Von 2018 bis 2020 war Anders Kristiansen, ehemaliger CEO von New Look, CEO der Gruppe. Von 2020 bis 2021 war Mark Daley CEO und President von Esprit. COO William Eui Won Pak führt derzeit das Unternehmen als Interims-CEO.
Zum Ende des Geschäftsjahres 2019/20 hatte der Konzern über 220 direkt geführte Einzelhandelsgeschäfte weltweit und vertrieb seine Produkte in über 4500 Händler-Standorten in mehr als 30 Ländern.

## Produktlinien
Esprit hatte seine einzelnen Produktlinien in organisatorische Divisionen, unter der Geschäftsleitung von Jose Manuel Martínez jedoch nach Produktkategorien umstrukturiert (zum Beispiel Strick-Kategorie, T-Shirts usw.). Esprit bietet folgende Produktlinien:
- Women Casual – In- und Outdoor-Kleidung für Damen
- Men Casual – In- und Outdoor-Kleidung für Herren
- Women Collection – feinere Kleidung für Damen (Business & Anlässe)
- Men Collection – feinere Kleidung für Herren (Business & Anlässe)
- Esprit Kids – Kinderkleidung (0 bis 7 Jahre)
- Esprit Sports – Fitness-, Running-, Yoga-Mode und Schuhe für Frauen, Männer und Kinder
- Accessories – Taschen, Leder- und Textil-Accessoires für Männer und Frauen
- Shoes – Damen-, Herren- und Kinderschuhe, von Leder bis Nylon
- Bodywear – Tag- und Nachtwäsche sowie Bademode für Frauen, Männer und Kinder

### EDC by Esprit
1998 wurde die junge Linie edc by Esprit (Esprit de corps) für junge Frauen zwischen 14 und 24 Jahren ins Leben gerufen, die aktuelle Trends aus der Musikszene und aus den populären Metropolen mit zwölf Kollektionen pro Jahr umsetzt. Aufgrund des Erfolgs von edc by Esprit gibt es seit 2002 auch edc men. Außerdem werden Schuhe, Accessoires und Unterwäsche sowie edc-Lizenz-Produkte angeboten.
- edc women – moderne Kleidung für 14- bis 24-jährige Mädchen/Frauen
- edc men – moderne Kleidung für junge Männer
- edc accessories – Taschen, Leder- und Textil-Accessoires für Frauen und Männer
- edc shoes – Schuhe, passend zur Kleidung von edc by Esprit und edc men
- edc bodywear – Unterwäsche und Ähnliches
- edc youth by Esprit – modische Kleidung für Kinder von 8 bis 14 Jahren

Seit 2007 ist edc by Esprit eine eigenständige Marke, hinter der ein autarkes Team steht. Eine einst geplante relative Selbständigkeit sollte zu einer weltweiten Gründung eigener, reiner edc-by-Esprit-Stores führen. Jedoch wurde diese Strategie aufgegeben und edc wieder weitestgehend in die Esprit-Stores integriert, da sich die Kollektionen nach Unternehmensangaben ergänzen.

## Lizenzen
Seit 1990 unterhält Esprit verschiedene Lizenzpartnerschaften. Zu den Lizenzpartnern gehören zum Beispiel Luxess, die die Duft- und Kosmetikserie für Esprit betreuen, und Falke, der Lizenzpartner für Strumpfwaren. TMS produziert Uhren und Schmuck.
Im Bereich „Esprit Home“ sind Teppiche, Heimtextilien, Bad- und Bettwäsche lizenziert. Zu den Accessoires in Lizenz zählen Uhren, Schmuck, Brillen, Parfüm und Regenschirme. 2015 wurde angekündigt, dass Esprit auch sein Kindermodegeschäft lizenzieren wird, seit 1. Januar 2016 ist der französische Kindermodekonzern Groupe Zannier europäischer Lizenzpartner für Esprit Kids.

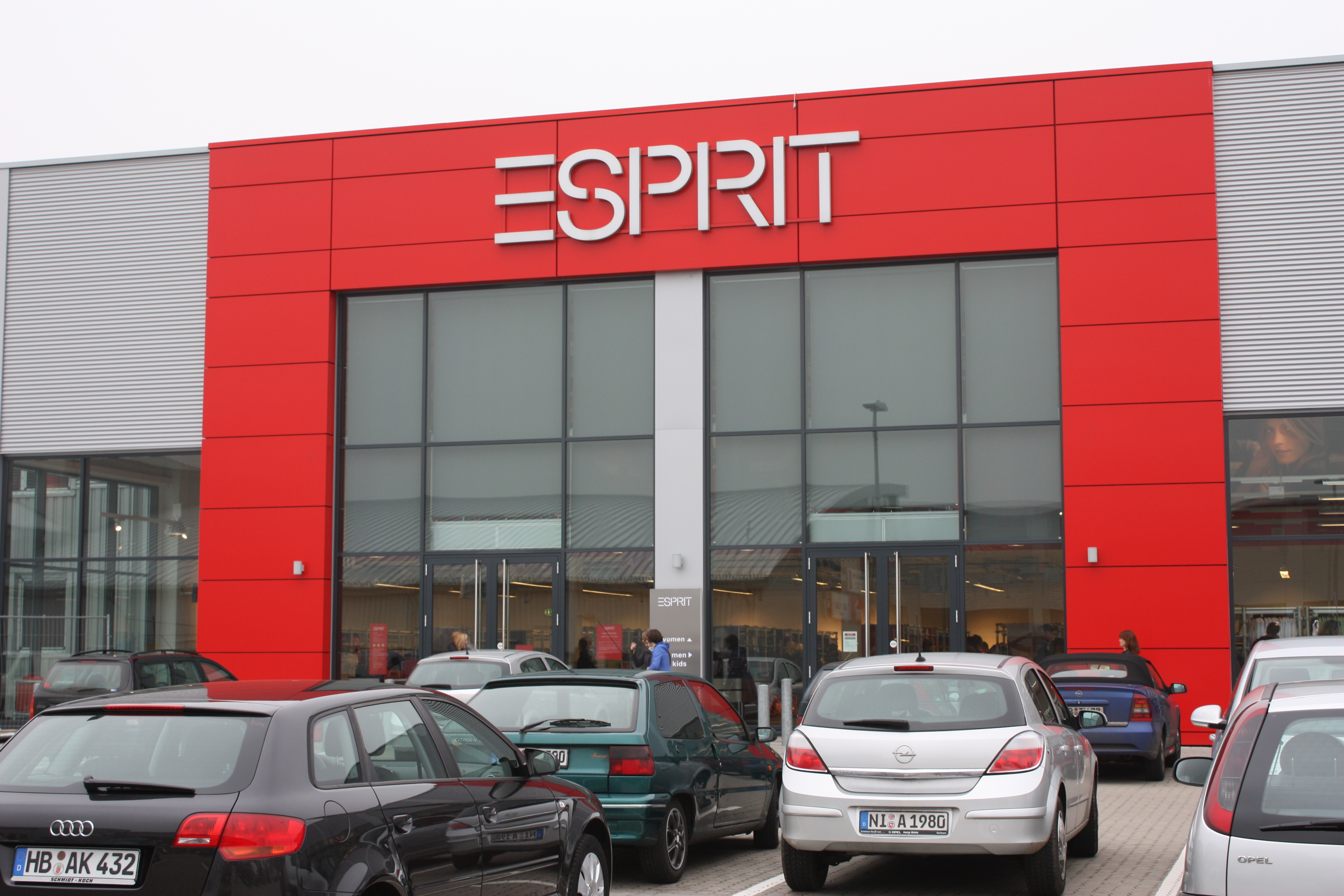
Outlet Store in Stuhr-Brinkum

## Outlet Stores in Deutschland
Das Unternehmen Esprit betreibt Outlet Stores in Stuhr, Metzingen, Soltau, Neumünster, Vaterstetten-Parsdorf, Zweibrücken, Sandersdorf-Brehna sowie Ratingen, in denen Restbestände, Überproduktionen sowie fehlerbehaftete Waren zu vergünstigten Preisen angeboten werden.

## Produktionsstandorte
Die Produktion der Esprit-Waren verteilte sich im Geschäftsjahr 2015/2016 auf folgende Länder:
- Asien: 92,1 Prozent
  - Volksrepublik China: 28,9 Prozent
  - Bangladesch: 28,8 Prozent
  - Vietnam: 8,3 Prozent
  - Indien: 6,5 Prozent
  - Türkei: 5,9 Prozent
  - Pakistan: 5,8 Prozent
  - Übrige asiatische Länder: 8 Prozent
- Europa: 6 Prozent
- Restliche Welt: 2 Prozent